# 15e cérémonie des New York Film Critics Online Awards
La 15e cérémonie des New York Film Critics Online Awards (NYFCO Awards), décernés par la New York Film Critics Online, a eu lieu le 8 décembre 2015, et a récompensé les films réalisés dans l'année.

## Palmarès
- Top 10 des meilleurs film de l'année :   (par ordre alphabétique) 
  - Brooklyn
  - Carol
  - Mad Max: Fury Road
  - Le Pont des espions (Bridge of Spies)
  - Sicario
  - Spotlight
  - Steve Jobs
  - The Big Short : Le Casse du siècle (The Big Short)
  - Trumbo
  - 45 ans (46 Years)

- Meilleur film :  
  - Spotlight

- Meilleur réalisateur :  
  - Tom McCarthy pour Spotlight

- Meilleur acteur :  
  - Paul Dano pour Love and Mercy

- Meilleure actrice :
  - Brie Larson pour Room

- Meilleur acteur dans un second rôle :
  - Mark Rylance pour Le Pont des espions (Bridge of Spies)

- Meilleure actrice dans un second rôle :
  - Rooney Mara pour Carol

- Meilleure distribution :
  - Spotlight

- Meilleur jeune réalisateur :
  - Alex Garland pour Ex Machina

- Révélation de l'année :
  - Alicia Vikander pour Ex Machina et Danish Girl

- Meilleur scénario :
  - Spotlight – Tom McCarthy et Josh Singer

- Meilleure photographie :
  - Mad Max: Fury Road – John Seale

- Meilleure musique de film :
  - Love and Mercy – Brian Wilson et Atticus Ross

- Meilleur film en langue étrangère :
  - Le Fils de Saul (Saul Fia) •  Hongrie

- Meilleur film d'animation :
  - Vice-versa (Inside Out)

- Meilleur film documentaire :
  - Amy